# Hans Hopf (Psychoanalytiker)

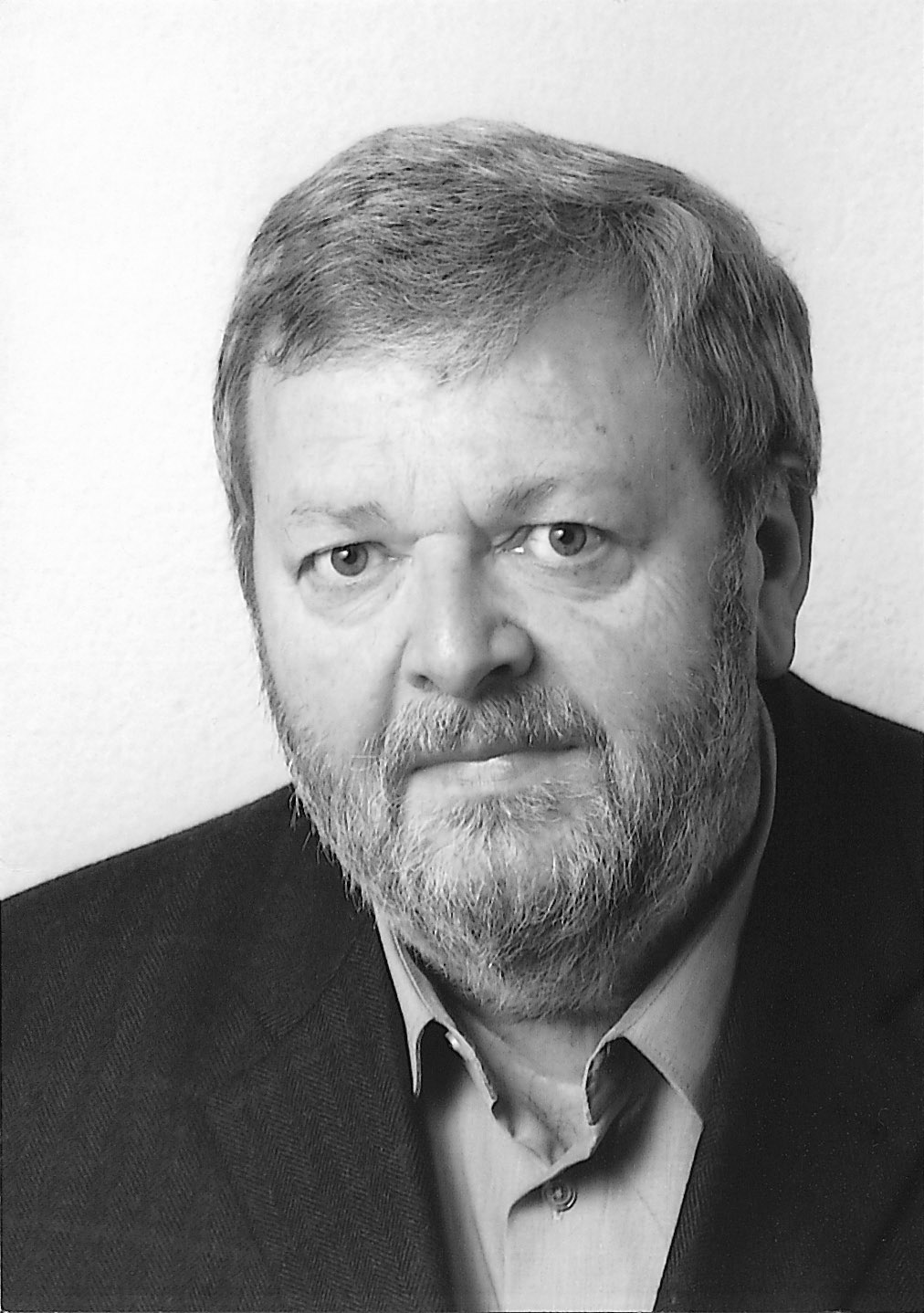
Hans Hopf (2006)

Hans Hopf (* 9. September 1942 in Teplitz-Schönau, Reichsgau Sudetenland) ist ein deutscher analytischer Kinder- und Jugendlichenpsychotherapeut.

## Leben
Hans Hopf wurde in Teplitz-Schönau geboren. Hopfs Vater befand sich im Krieg und anschließend bis 1947 in jugoslawischer Kriegsgefangenschaft. Nach Kriegsende flüchtete die Mutter mit ihren drei Kindern über mehrere Zwischenstationen Richtung Westen und fand schließlich 1947 im Flüchtlingslager Ebelsbach Aufnahme, wo Hopf die Lager-Grundschule besuchte. Von 1954 bis 1962 besuchte er das Gymnasium in Bamberg und Schorndorf. Hopf unternahm von 1962 bis 1964 ein Lehramtsstudium an der Pädagogischen Hochschule in Stuttgart in den Fächern Mathematik und Physik.
Ab 1965 unterrichtete Hopf als Lehrer an der Volksschule in Aufhausen im damaligen Landkreis Aalen, und ab 1968 gemeinsam mit seiner Frau Gisela Hopf an der Georg-Hager-Schule in Mundelsheim, wo er bis 1992 tätig war. 
Gleichzeitig zu seiner Lehrtätigkeit absolvierte Hopf von 1971 bis 1975 eine Ausbildung zum analytischen Kinder- und Jugendlichen-Psychotherapeuten an der Stuttgarter Akademie für Tiefenpsychologie und Psychotherapie und eröffnete 1975 eine private Praxis als analytischer Kinder- und Jugendlichen-Psychotherapeut. Zusätzlich folgte ab 1984 ein fünfjähriges Aufbaustudium an der Universität Ulm in den Fächern Medizinische Psychologie, Physiologie und Psychiatrie. Mit einer Dissertation zum Thema Inhaltsanalytische Erfassung von Oknophilie und Philobatismus in den Träumen von Kindern und Jugendlichen promovierte Hopf 1992 an der Fakultät für Theoretische Medizin der Universität Ulm zum Dr. rer. biol. hum. und ist seitdem als analytischer Kinder- und Jugendlichenpsychotherapeut tätig.
Ab 1979 unterrichtete Hans Hopf als Dozent bei der Ausbildung von Beratungslehrern und Drogeninformationslehrern und war Vorstandsmitglied im neu gegründeten Psychoanalytischen Lehr- und Forschungsinstitut Stuttgarter Gruppe (seit 2005 Psychoanalytisches Institut Stuttgart). 1982 wurde er Dozent und Kontrollanalytiker im Psychoanalytischen Institut Stuttgart und 1995 Mitglied im Ausbildungsausschuss mit Vorlesungen über Dissozialität, Neurosenlehre, Traum etc. und Seminaren zu Technik und Kasuistik, 1996–2003 war er Therapeutischer Leiter des Therapiezentrums Osterhof in Baiersbronn (Klosterreichenbach). Ab Mai 1999 war Hans Hopf Gutachter für analytische und tiefenpsychologisch fundierte Psychotherapie bei Kindern und Jugendlichen. Ab August 2003 war er wieder in eigener Praxis als Psychotherapeut, Supervisor und Gutachter tätig; gleichzeitig wirkte er mit umfangreicher Vortrags- und Dozententätigkeit an Psychoanalytischen Instituten, Universitäten und auf Kongressen. Ab 2010 lehrte er außerdem psychoanalytische Pädagogik als Lektor an der Leopold-Franzens-Universität in Innsbruck.
Seit 1976 verfasst Hans Hopf Beiträge für Rundfunk und – gelegentlich – Fernsehen über pädagogische und psychologische Themen.
Hopf ist verheiratet und wohnt in Mundelsheim.

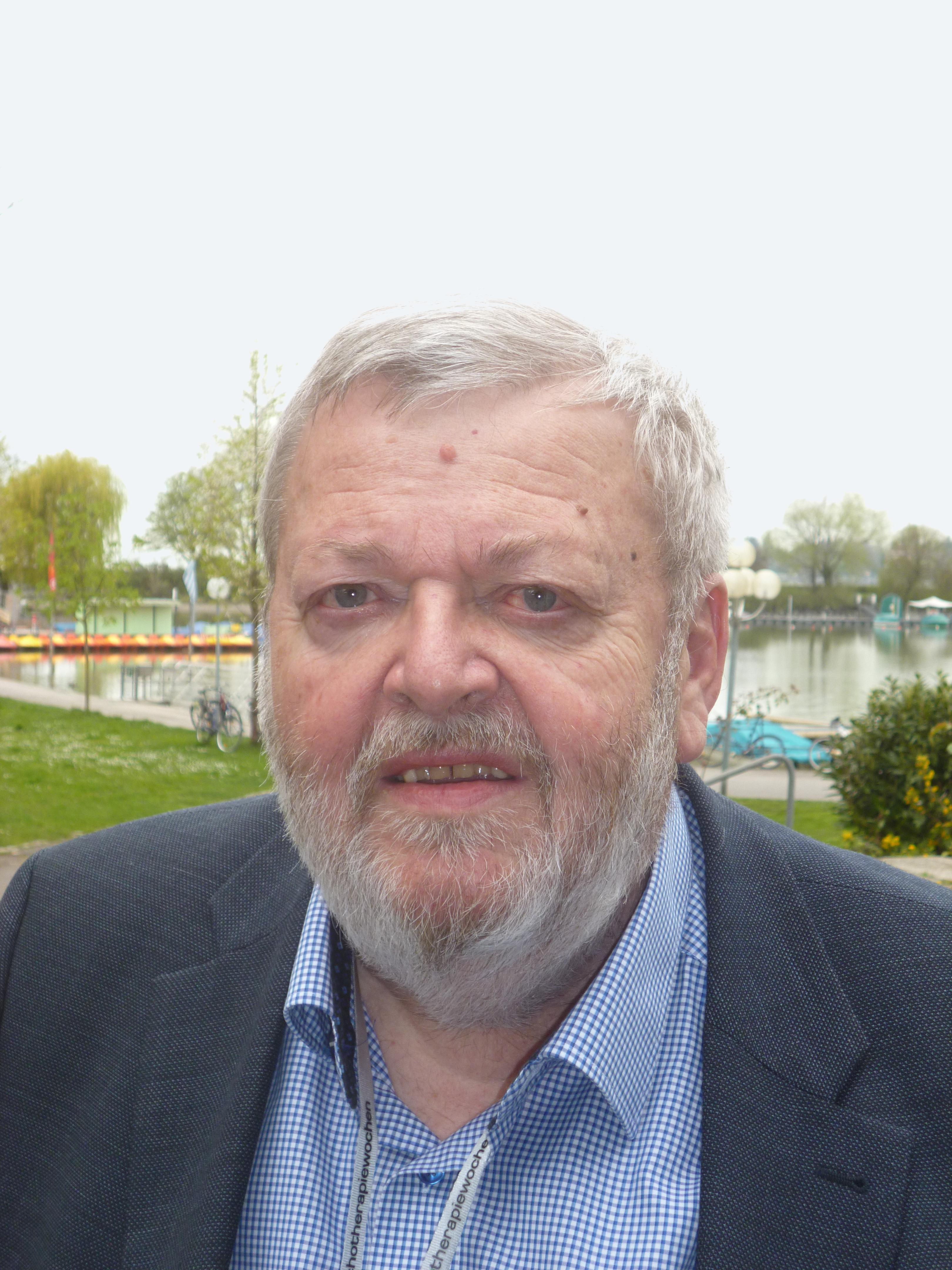
Hans Hopf (2014)

## Veröffentlichungen
Hans Hopf schrieb zahlreiche Bücher und wissenschaftliche Veröffentlichungen mit den Schwerpunkten Aggression, Angst, Traum und spezielle Neurosenlehre bei Kindern und Jugendlichen.

### Bücher (Auswahl)
- Aggression in der analytischen Therapie mit Kindern und Jugendlichen. Vandenhoeck & Ruprecht, Göttingen 1998.
- mit Evelyn Heinemann: Psychische Störungen in Kindheit und Jugend. Kohlhammer, Stuttgart 2001; überarbeitete 6. Auflage 2021.
- hrsg. mit Eberhard Windaus: Lehrbuch der Psychotherapie. Band V: Psychoanalytische und tiefenpsychologisch fundierte Kinder- und Jugendlichen-Psychotherapie. CIP-Medien, München 2005.
- mit Evelyn Heinemann: ADHS. Symptome – Psychodynamik – Fallbeispiele – psychoanalytische Therapie. Verlag W. Kohlhammer, Stuttgart/Berlin/Köln 2006.
- Träume von Kindern und Jugendlichen. Diagnostik und Psychotherapie. Kohlhammer Verlag, Stuttgart 2007.
- Angststörungen bei Kindern und Jugendlichen. Brandes & Apsel, Frankfurt am Main 2009.
- Die Psychoanalyse des Jungen. Klett-Cotta, Stuttgart 2014.
- Schulangst und Schulphobie. Wege zum Verständnis und zur Bewältigung. Hilfen für Eltern und Lehrer. Brandes & Apsel, Frankfurt am Main 2014.
- Wenn Kinder krank werden. Eine kleine Psychosomatik von Husten, Schnupfen, Heiserkeit. Mabuse, Frankfurt 2015.
- Flüchtlingskinder gestern und heute. Klett-Cotta, Stuttgart 2017.[1]
- Abgründe – Spektakuläre Fälle aus dem Leben eines Psychotherapeuten. Klett-Cotta, Stuttgart 2020
- Mit Eva Gebhardt (Illustration): Wie Jule ihre Angst verliert. Ein Kinderfachbuch über Psychotherapie. Mabuse-Verlag, Frankfurt 2021.

### Beiträge in Büchern (Auswahl)
- Angst vor dem Schwarzen Mann. Die psychoanalytische Behandlung einer Schulphobie. In: M. Schulte-Markwort, B. Diepold, F. Resch (Hrsg.): Psychische Störungen im Kindes- und Jugendalter. Ein psychodynamisches Fallbuch. Georg Thieme Verlag, Stuttgart 1998.
- Die unruhigen Jungen. Externalisierende Störungen, Philobatismus und Männlichkeit. In: F. Dammasch: Jungen in der Krise. Das schwache Geschlecht. Brandes & Apsel, Frankfurt am Main 2007.
- Philobatische Tendenzen bei Jungen. Mögliche Ursachen und die Folgen. In: F. Dammasch, H.-G. Metzger, M. Teising: Männliche Identität. Brandes & Apsel Verlag, Frankfurt am Main 2009.

### Beiträge in Zeitschriften (Auswahl)
- Geschlechtsunterschiede in Träumen. Inhaltsanalytische Erfassung von oknophilen und philobatischen Traumbildern in den Träumen von Kindern und Jugendlichen. In: Prax. Kinderpsychol. Kinderpsychiat. 41, 1992, S. 176–184.
- mit Volker Tschuschke: Affekte in Träumen von Kindern und Jugendlichen. In: Zsch. psychosom. Med. 2, 1993, S. 160–173.
- Oknophilie und Philobatismus – Zwei psychologische Typen und andere verwandte psychologische Persönlichkeitstheorien. In: Beiträge zur analytischen Kinder- und Jugendlichenpsychotherapie. 77, 1993, S. 28–43.
- „…eine wilde Bestie, der die Schonung der eigenen Art fremd ist“. Die historische Entwicklung des Aggressionsbegriffes in der Psychoanalyse und die verschiedenen Gesichter der Aggression in den kindlichen Entwicklungsphasen. In: Analytische Kinder- und Jugendlichenpsychotherapie. XXVII Jg., Heft 89, 1996, S. 51–71.
- mit Rudolf Weiß: Horror- und Gewaltvideokonsum bei Jugendlichen. Eine Untersuchung von Sprachproben von Videokonsumenten mit der Gottschalk-Gleser-Sprachinhaltanalyse. In: Prax. Kinderpsychol. Kinderpsychiat. 5, 1996, S. 179–185.
- Zur Psychoanalyse des hyperkinetischen Syndroms, in: Analytische Kinder- und Jugendlichenpsychotherapie, Heft 107, XXXI. Jg., 3/2000.
- mit Gabriele Häußler: Frühe Faktoren in der Ätiologie von Ruhelosigkeit, Hyperkinese und Unaufmerksamkeit. In: Analytische Kinder- und Jugendlichenpsychotherapie. XXXII. Jg., Heft 112, 4/2001, S. 487–508.
- „Ich habe ein ADS-Kind, verstehen Sie etwas davon…?“ Vom psychoanalytischen Verstehen der hyperkinetischen Störung und des Aufmerksamkeits-Defizit-Syndroms. In: Analytische Kinder- und Jugendlichenpsychotherapie. XXXIV. Jg., Heft 117, 1/2003, S. 7–23.
- Vom Verschwinden von realer Angst und Scham. In: Analytische Kinder- und Jugendlichen-Psychotherapie. 2006, S. 143–162.
- Zwischen Empathie und Grenzsetzungen – Überlegungen zur Psychodynamik und Behandlungstechnik bei psychoanalytischen Therapien von hyperkinetischen Störungen. In: Prax. Kinderpsychol. Kinderpsychiat. 56, 2007, S. 333–355.
- Ich fühlte mich nicht allein in der schweren Situation …. Supervision der psychoanalytischen Behandlung eines 9-jährigen Jungen mit der fachärztlichen Diagnose ADHS. In: Kinderanalyse. 17/4/2009, S. 335–365.
- Räume – Bewegung – Externalisieren. Die Lust der Jungen an den äußeren Welten. In: Analytische Kinder- und Jugendlichen-Psychotherapie. XLII. Jg., Heft 151, 3/2011, S. 331–348.
- Psychoanalyse und Aufmerksamkeit. Unaufmerksame Wahrnehmung eines bedeutsamen Phänomens. In: Analytische Kinder- und Jugendlichen-Psychotherapie. XLIII. Jg., Heft 153, 1/2012, S. 37–56.

## Ehrungen
- 2010 Ehrenmitglied des Instituts für Psychoanalyse und analytische Psychotherapie Würzburg e. V.
- 2012 Ehrenmitglied des Psychoanalytischen Instituts Stuttgart
- 2013 Diotima-Ehrenpreis der Deutschen Psychotherapeutenschaft der Bundespsychotherapeutenkammer
- 2013 Ehrenmitglied der Vereinigung Analytischer Kinder- und Jugendlichen-Psychotherapeuten, Deutschland
- 2018 Staufermedaille